# Max Czeike
Max Conrad Czeike (také Maks Czeike, 12. prosinec 1879 Nový Jičín – jaro 1945 Slovinsko) byl moravsko-německo-slovinský architekt a urbanista, působící po většinu své kariéry ve Slovinsku, především pak v Mariboru.

## Životopis
Narodil se v Novém Jičíně na východní Moravě v tkalcovské rodině moravských Němců. Vystudoval architekturu a po roce 1900 se pak přestěhoval do Mariboru, rovněž na území Rakouska-Uherska, kde se v roce 1910 stal obchodním partnerem s architektem Fritzem Friedrigerem, transylvánským Rakušanem, který se do Mariboru přestěhoval asi v roce 1894. Zatímco Friedriger se po první světové válce z Mariboru odstěhoval, Czeike zde zůstal a svou tvorbou nadále významně přispíval k architektonickému obrazu a urbanistickému rozvoji města.
Po vzniku Československa se stal československým občanem, kterým zůstal až do své násilné smrti.
Zahynul těsně po skončení druhé světové války, při perzekucích obyvatel Mariboru německého původu. Po osvobození Mariboru roku 1945 byl při poválečných masakrech popraven a jeho majetek byl zabaven. Zemřel ve věku 65 nebo 66 let.

## Dílo

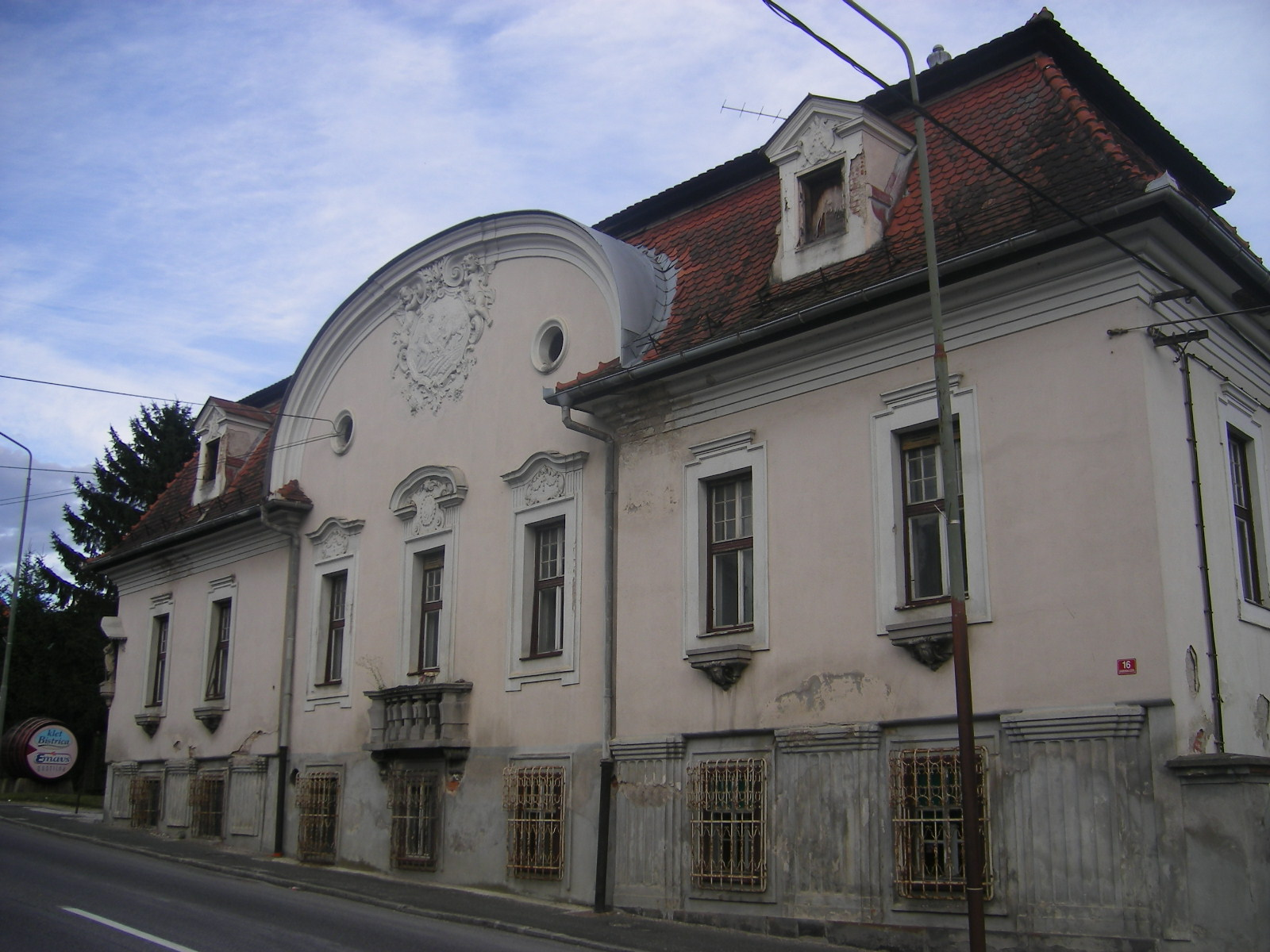
Pozdně barokní zámek ve Slovenské Bistrici, přestavěný v roce 1918 podle Czeikeho návrhu

Mimo jiné zpracoval plán prostorového uspořádání mariborského františkánského hřbitova s zděnými arkádami . Podle jeho plánů byla tzv. Langerova vila v tzv. Lidové zahradě (Ljudski vrt) přestavěna na dětský domov a později na centrum mládeže. V roce 1928 vytvořil s architektem Jožem Jelencem Regulační plán Předměstí Koroška a v roce 1930 předběžný regulační plán pro úpravu Magdalenského předměstí Mariboru. Byl také přítelem Jože Plečnika a spolupracoval i s ním. Navrhl také několik dalších známých budov v Mariboru, od buržoazních vil až po větší bytové domy. Rovněž se podílel na stavebním rozšíření univerzitní knihovny v roce 1937.
Většinu projektů navrhl v Mariboru, další pak jinde ve Slovinsku (např. budova Základní školy Mežica).